# 中国中央电视台社会与法频道
中国中央电视台社会与法频道（频道呼号： 社会与法）是中国中央电视台拥有的一条以普通话广播为主的社会法治类频道，替代原有的中国中央电视台西部频道。
中国中央电视台社会与法频道的成立，是中共中央为了落实依法治国、以德治国的治国方略和建立和谐社会的目标而采取的举措。

## 历史

### 初创
2002年5月12日，中国中央电视台西部频道正式开播，并使用黑色的第一版包装。西部频道开播初期，时有一至两档社会法治类节目。由于西部频道在中国西部地区覆盖率和收视不佳，2004年12月28日中午12点，中国中央电视台社会与法频道正式开播，替代同时停播的西部频道，并更换为绿色的第二版包装。社会法治类节目播出比例增加，成为社会法治类节目专业频道。开播初期，由于全国大多省市地区尚未开始数字电视整体转换，故在转型初期覆盖率亦是极其低迷。直到2007年左右，全国大多省市数字电视整转开始亦将CCTV-12纳入政策必传的公共基本频道。
2008年12月29日，社会与法频道改版，更换为灰色的第三版包装。2011年1月1日，央视频道正式调整而更换频道标志，社会与法频道的频道标志下方加上“社会与法”四字。2011年4月18日，社会与法频道进行第二次改版，更换翻页动态形象的第四版包装。改版后的社会与法频道，将开拓“社会建设”内容资源，增强普法，强调服务，在“专”与“深”上下功夫，在对原有栏目进行提升的基础上，先后推出8档全新栏目。2012年1月1日，社会与法频道宣传片ID更换背景音乐。2013年1月1日，社会与法频道的包装进行调整并更换为第五版包装。

### 高清化制播
2013年2月25日，社会与法频道节目信号从中央电视台彩色电视中心迁入中央电视台总部大楼播出后，碟形报时器做出了修改，台标清晰度也做出了调整。2014年1月1日，社会与法频道的高清版通过中星6A上星播出，开始了高清、标清同播。2015年8月17日凌晨，社会与法频道标清版台标横向压缩以适应16:9格式，播出16:9节目时画面横向压缩成4:3。
2016年2月29日，社会与法频道的包装进行调整并更换为第六版包装。
2017年1月12日起，中国体育彩票全国联网游戏开奖节目安排在社会与法频道播出。

### 全面改版
2019年9月26日，中央广播电视总台全面启动高质量发展改版。社会与法频道的改版工作于2019年10月14日正式启动，启用全新的「12 CCTV 社会与法」标识，并更换为第七版包装。
2022年1月1日起，社会与法频道不再安排播出中国体育彩票全国联网游戏开奖节目。11月30日至12月7日，因应江泽民逝世及其纪念活动影响，社会与法频道节目包装颜色临时更改为蓝色。

## 节目

### 播放中节目
- 《道德观察》
- 《一线》
- 《热线12》
- 《法律讲堂》（文史版）
- 《法律讲堂》（生活版）
- 《见证》
- 《天网 (电视节目)》
- 《心理访谈》
- 《从心开始》
- 《社会与法电视剧精选》
- 《方圆剧阵》[a]
- 《現場》
- 《小区大事》
- 《生命线》
- 《夕阳红》
- 《社区英雄》（季播节目）
- 《警察训练营》（季播节目）
- 《热话》
- 《法治深壹度》
- 《乐龄唱响》（季播节目）

### 曾播放节目
- 《法治视界》（《小区大事》前身）
- 《中国法治报道》（《热线12》前身）
- 《第一线》（《一线》前身）
- 《大家看法》（《夜线》、《一线》前身）
- 《从我做起》
- 《天地剧场》（前身为西部频道时期的《老片新看》，现为《社会与法电视剧精选》）
- 《方圆剧场》（前身为西部频道时期的《动感剧场》）
- 《普法栏目剧》（现为《方圆剧阵》）
- 《法治在线》（央视新闻频道栏目，曾在该频道重播）
- 《今日说法》（央视综合频道栏目，曾在该频道重播）
- 《经济与法》（央视财经频道栏目，该频道播出二次加工版本）
- 《闯关到12》（前身《班长对班长》）
- 《忏悔录》（现为《从心开始》）
- 《平安365》（现为《生命线》）
- 《庭審現場》（现为《现场》）
- 《实习志》
- 《夜线》
- 《律师来了》（前身《我是大律师》）
- 《全网追踪》

## 主持人
- 王筱磊
- 高潮东
- 屠化
- 路晨
- 齐奇
- 沙玛阿果
- 张越
- 曹煊一
- 黄薇
- 李晓辉